# Hard Nova
A Hard Nova egy sci-fi videójáték szerepjáték ami 1990-ben jelent meg. Karl Buiter programozta és az Electronic Arts adta ki. DOS-ra, Amigára és Atari ST-re fejlesztették, a Sentinel Worlds I: Future Magic folytatásának tekinthető.

## Fogadtatás
1991-ben a Dragon 167. lapszámában Hartley, Patricia és Kirk Lesser a „The Role of Computers” rovatban tesztelte a játékot. Öt csillagot kapott a maximális ötből.